# S/S Malmberget
S/S Malmberget var ett svenskt lastfartyg som försvann under en orkan utanför Bodø i Norska havet 1913. 
27 november 1913 avgick fartyget med 10 000 ton järnmalm från Narvik med destination Rotterdam. Dagen efter avfärd var vinden uppe i orkanstyrka. Efter att skeppet passerat Tennholmens fyr utanför Bodø sågs det aldrig till igen. Vrakdelar flöt i land i grannkommunerna Gildeskål och Meløy, men fartyget var borta.
22 maj 2021 var forskare från norska Institutet för havsforskning utanför Tennholmens fyr för att leta efter koraller, när det korallrev de trodde sig ha hittat på 218 meters djup istället var det sedan 108 år försvunna fartyget.
Tidigare har man spekulerat i att fartyget gått på grund närmre kusten, men det troliga händelseförloppet är att lasten förskjutits i det hårda vädret, och fartyget tagit in vatten.
Systerfartyget S/S Norrbotten försvann knappt två år senare 100 nm öster om Cape Race i Kanada.